# Two Women and a Man
Two Women and a Man é um filme mudo norte-americano de 1909 em curta-metragem, do gênero drama, dirigido por D. W. Griffith. O filme foi interpretado por Frank Powell, Kate Bruce, Ruth Hart, Anthony O'Sullivan e Owen Moore.

## Elenco
- Frank Powell ... John Randolph
- Kate Bruce ... Molly Randolph